# Huron (Dakota del Sud)
Huron è una città e il capoluogo della contea di Beadle nello Stato del Dakota del Sud, negli Stati Uniti. La popolazione era di 14 263 abitanti al censimento del 2020.

## Geografia fisica
Secondo l'Ufficio del censimento degli Stati Uniti, ha una superficie totale di 10,57 mi² (27,38 km²).

## Storia
Huron è stata fondata negli anni 1880, in pieno boom dell'industria ferroviaria. La storia della città è strettamente legata alla Chicago and Northwestern Railway. Su indicazione di Marvin Hughitt, direttore generale della ferrovia, venne costruita una stazione sulla sponda occidentale del fiume James. Per tale motivo, la società decise di acquistare 3,6 km² di terreni nella zona. Huron prese il nome dalla tribù degli Uroni (conosciuti come Huron in inglese). Dal 1880 fino al 1904, anno in cui Pierre divenne la capitale dello Stato, Huron venne presa in considerazione come possibile capitale del Dakota del Sud.

## Società

### Evoluzione demografica
Secondo il censimento del 2020, la popolazione era di 14 263 abitanti.